# Área de conservación regional Bosque Nublado Amaru-Huachocolpa-Chihuana
El Área de conservación regional Bosque Nublado Amaru-Huachocolpa-Chihuana es un área protegida que se encuentra en el distrito de Huachocolpa, provincia de Tayacaja, departamento de Huancavelica, Perú. Es un Área de Conservación Regional de gran relevancia para la protección del bosque nublado andino y la biodiversidad asociada.
Se encuentra al noreste del departamento de Huancavelica a 2 907 m s. n. m. Tiene una extensión aproximada de 5,024.18 hectáreas.
Alberga más de 145 especies de orquídeas y 5 nuevas. Asimismo es hábitat del oso de anteojos. Esta área protege una variedad de especies endémicas y vulnerables, especialmente orquídeas únicas en el mundo, lo que la convierte en un espacio vital para la conservación y el estudio científico.

## Ubicación y contexto
El bosque nublado de la Reserva Amaru se caracteriza por su clima húmedo y temperaturas moderadas que favorecen una alta diversidad biológica. La altitud tiene un aproximado de 2,644 metros sobre el nivel del mar, el cual crea microclimas que permiten la coexistencia de distintas especies vegetales y animales.

### Biodiversidad Singular y Especies Emblemáticas
La reserva destaca principalmente por albergar a la Sobralia altissima, la orquídea más alta del mundo, que puede superar los 13 metros de altura, fenómeno raro y excepcional dentro de la familia Orchidaceae. Además, se encuentran otras especies de orquídeas de gran valor científico y ornamental, así como fauna endémica como el matorralero de anteojos negros (Atlapetes melanops), que fue descrito recientemente y contribuye al valor científico de la región. La presencia de estas especies reafirma la importancia de la reserva para la conservación global de la biodiversidad y el patrimonio natural peruano.
La cantidad de especies de orquídeas raras y únicas, entre más de 200 variedades, que crecen en el área de conservación del Bosque Nublado Amaru le atribuyeron la denominación de "El paraíso de las orquídeas". Además, existe especies como el caballito de las rocas, helechos gigantes, entre otras especies de flora y fauna que caracteriza la biodiversidad de este bosque con montañas y neblinas persistentes.

### Potencial Científico y Educativo
La Reserva Amaru protege una gran biodiversidad, y este amplio ecosistema representa un lugar para la realización de investigaciones en su flora y fauna. 

### Turismo Sostenible y Desarrollo Regional
El ecoturismo emerge como una oportunidad para generar ingresos a las comunidades a través de actividades responsables que respetan el entorno natural. La Reserva Amaru ofrece senderos para la observación de flora y fauna, especialmente de orquídeas, además de espacios para el turismo educativo y científico.

## Norma legal
El Área de Conservación Regional Bosque Nublado Amaru-Huachocolpa-Chihuana fue creada mediante Decreto Supremo n.° 032-2021-MINAM, del 6 de noviembre de 2021, para “conservar una muestra representativa de la ecorregión Yungas Peruanas donde se encuentran los principales bosques nublados del departamento de Huancavelica, los cuales albergan gran diversidad de orquídeas y brindan servicios ecosistémicos a las poblaciones locales, que bajo prácticas sostenibles buscarán conservar los recursos naturales, contribuyendo a la mitigación del cambio climático”.